# Спрингфілд (Огайо)
Спрингфілд (англ. Springfield) — місто (англ. city) в США, в окрузі Кларк штату Огайо. Населення — 58 662 особи (2020).

## Географія
Спрингфілд розташований за координатами 39°56′2″ пн. ш. 83°47′45″ зх. д. / 39.93389° пн. ш. 83.79583° зх. д. (39.933758, -83.795757). За даними Бюро перепису населення США в 2010 році місто мало площу 66,04 км², з яких 65,51 км² — суходіл та 0,53 км² — водойми.

## Демографія
Згідно з переписом 2010 року, у місті мешкало 60 608 осіб у 24 459 домогосподарствах у складі 14 399 родин. Густота населення становила 918 осіб/км². Було 28437 помешкань (431/км²).
Расовий склад населення:
| - 75,2 % — білих - 18,1 % — чорних або афроамериканців - 0,8 % — азіатів - 0,3 % — корінних американців - 1,5 % — осіб інших рас |

До двох чи більше рас належало 4,0 %. Частка іспаномовних становила 3,0 % від усіх жителів.
За віковим діапазоном населення розподілялося таким чином: 24,4 % — особи молодші 18 років, 60,3 % — особи у віці 18—64 років, 15,3 % — особи у віці 65 років та старші. Медіана віку мешканця становила 36,0 року. На 100 осіб жіночої статі у місті припадало 90,9 чоловіків; на 100 жінок у віці від 18 років та старших — 86,2 чоловіків також старших 18 років.
Середній дохід на одне домашнє господарство становив 45 161 долар США (медіана — 32 066), а середній дохід на одну сім'ю — 54 993 долари (медіана — 42 215). Медіана доходів становила 38 393 долари для чоловіків та 31 082 долари для жінок. За межею бідності перебувало 29,0 % осіб, у тому числі 44,0 % дітей у віці до 18 років та 11,2 % осіб у віці 65 років та старших.
Цивільне працевлаштоване населення становило 24 132 особи. Основні галузі зайнятості: освіта, охорона здоров'я та соціальна допомога — 29,9 %, виробництво — 15,6 %, роздрібна торгівля — 11,8 %, мистецтво, розваги та відпочинок — 10,8 %.

## Відомі люди
- Ліліан Ґіш (1893 — 1993) — американська акторка кіно та театру.